# Paradoxopsyllus paucichaetus
Paradoxopsyllus paucichaetus är en loppart som beskrevs av Yu Xin, Wu Houyong et Liu Chiying 1966. Paradoxopsyllus paucichaetus ingår i släktet Paradoxopsyllus och familjen smågnagarloppor. Inga underarter finns listade i Catalogue of Life.